# Gaviota

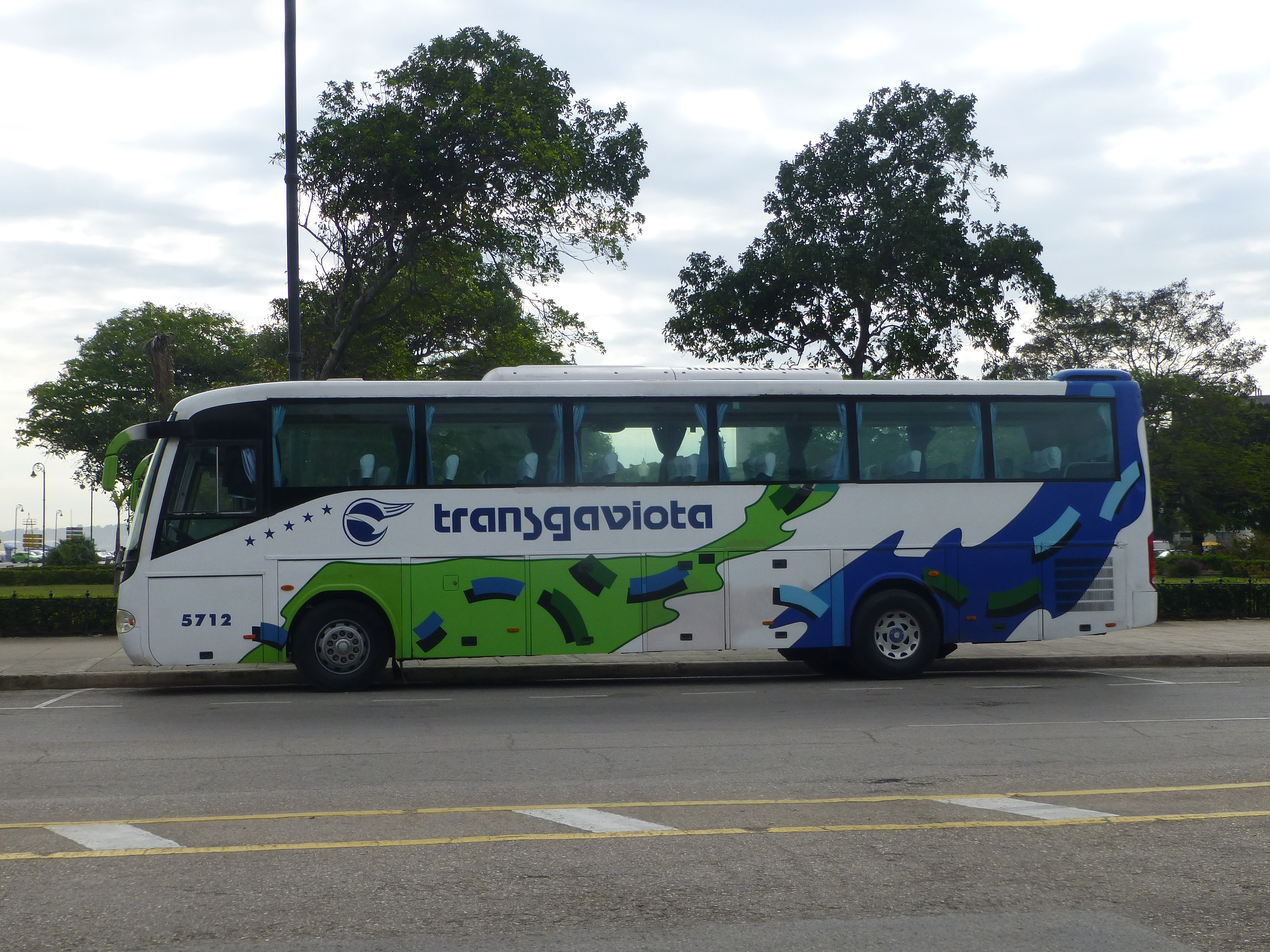
Transgaviota-Bus in Havanna

Grupo de Turismo Gaviota S.A (Gaviota span. Möwe) ist ein staatliches kubanisches Tourismusunternehmen mit Sitz in Havanna. Über Joint Ventures ist Gaviota an zahlreichen Hotels in Kuba beteiligt und bietet eine breite Palette von touristischen Dienstleistungen einschließlich Autovermietung, geführten Ausflügen, Reisevermittlung und Gastronomie. Im Gegensatz zu anderen staatlichen Tourismusunternehmen untersteht Gaviota über deren Holding GAESA den kubanischen Streitkräften.
Die Ursprünge von Gaviota liegen im Betrieb von Erholungszentren für sowjetische Berater in den 1960er Jahren. Mit dem Ausbau des internationalen Tourismus zu einer wichtigen Stütze der kubanischen Wirtschaft seit dem Ende der 1980er Jahre wuchs das Unternehmen beständig an. Gaviota, das von Brigadegeneral Luis Pérez Róspide geleitet wird, beschäftigte 2004 rund ein Viertel der kubanischen Militärangehörigen und erwirtschaftete rund 30 Prozent des Militärhaushalts. Róspides Vorgänger, Oberst Manuel Marrero Cruz, wurde 2004 zum Tourismusminister ernannt.

## Tochterunternehmen
- Aerogaviota, Fluggesellschaft
- Gaviota Tours, Tourveranstalter
- Marinas Gaviota, Hafenbetreiber und Reederei für Ausflugsboote
- Transgaviota, Busunternehmen